# منير شفيق
منير شفيق عسل مفكر عربي إسلامي وعضو الاتحاد العالمي لعلماء المسلمين وشقيق الشهيد جورج شفيق عسل. ولد في القدس لأبوين مسيحيين عام 1934 وكان والده «شفيق عسل» محامياً مشهوراً في مدينة القدس ووالدته خريجة دار المعلمات عام 1927.

## حياته ونشأته
ولد منير شفيق عسل في حي القطمون في مدينة القدس المحتلة عام 1934. درس المرحلتين الأساسية والثانوية في مدارس القدس، وأنهى الثانوية العامة عام 1953، والتحق بجامعة بيروت العربية في لبنان. عمل مدرِّسًا في مدرستي جبل الطور والرشيدية في القدس وفي مدرسة سلواد الابتدائية، وعمل مترجمًا للكتب في لبنان، وعمل لعدة أشهر في الكويت، وأصبح مسؤولًا لمركز التخطيط في منظمة التحرير الفلسطينية بين عامي (1978-1992).
تخصص في الفلسفة والعلوم السياسية وعلم النفس. اعتقل في 1957 وسجن لمدة عشر سنوات لنشاطه السياسي؛ أثناء سجنه، كان المنظر العقائدي للحزب الشيوعي الاردني. بعد اطلاق سراحه، وبعد تَغَيُّر منهج الحزب، وتصاعد العمل الكفاحي لحركة فتح، انضم اليها ومَثَل مع نسيبه ناجي علوش وماجد أبو شرار واخرون التيار الثوري اليساري في حركة فتح في السبعينيات وعُرِف كأحد رموز تيارها الثوري اليساري.

## مناصب
شغل منصب رئيس فرع لبنان للاتحاد العام للكتاب والصحفيين الفلسطينيين وعمل مع منظمة التحرير الفلسطينية في تونس في أوائل الثمانينات في مركز التخطيط وكان على علاقة قوية براشد الغنوشي وغيره من الإسلاميين واليساريين والقوميين مما حد بنظام بن علي بطلب مغادرته تونس. كما خدم كأمين عام لمؤتمر الشعب السوداني لبعض الوقت؛ وأصبح مفكراً ومبدعاً إسلامياً في الشؤون العربية-الإسلامية؛ أشترك مع الجهاد الإسلامي الفلسطيني؛ ألف عدة كتب عن قضايا حول الثورة الفلسطينية، الوحدة العربية والفكر الإسلامي؛ دعا لإعادة التفكير في العقيدة والممارسة، تعزيز حرب العصابات والقتال ضد الجيش وليس ضد المدنيين في مواجهة الاحتلال؛ عاش في لبنان وعمان؛ يملك عمود في السبيل (عضو في منظمة المسلم الأردني) وفلسطين المسلمة؛ من بين منشوراته الإسلام والمعركة للحضاره، النظام العالمي الجديد واختيار المواجهة.

## مسيرته
اهتم بالتاريخ الثوري المعادي للاستعمار وتأثر بتجربة عبدالكريم الخطابى وعبد القادر الجزائري وغيرهم وازدادت قناعاته بدور إسلامي للثورة؛ اعتنق الإسلام في أواخر السبعينيات/ بداية الثمانينيات تحت تأثير الثورة الإسلامية في إيران وزميل ماركسي، الفيلسوف الفرنسي روجيه غارودي؛ اتجه نحو الفكر الإسلامي، وبرز كمحلل سياسي في قناة الجزيرة، ولكنه ينتمي إلى مدرسة التحليل الراديكالي الثوري. وقد كان هذا بارزاً في أحداث غزة الأخيرة.
انخرط شفيق في العمل الوطني في شبابه المبكر، وتبنى الفكر الماركسي، وانضم إلى الحزب الشيوعي الأردني عام 1952، وتدرج في المسؤوليات التنظيمية داخله، وأصبح من قياداته، وشارك في تخطيط وتنفيذ فعالياته المختلفة بما فيها المعارِضَة لنظام الحكم الأردني، وساهم في تأسيس اتحاد الطلبة الأردنيين عام 1952، وفي تشكيل اتحاد المعلمين الأردنيين، لكنَّه ما لبث أن خالف الحزب متهمًا إياه بالتبعية الكاملة لموسكو، ومعترضًا على مواقفه من القضية الفلسطينية ومسألتي الناصرية والوحدة العربية. انتقل إلى لبنان عام 1966، وانضم إلى حركة فتح عام 1968 متأثرًا بالقياديين الفتحاويين ناجي علوش ومحمد أبو ميزر، وتفرّغ داخلها مباشرةً، وعمل في صفوفها في الأردن ولبنان في مجالي العلاقات الخارجية والإعلام، وترأس العمل السياسي في الأرض المحتلة ضمن القطاع الغربي التابع لها، وأصبح من منظري التيار الثوري اليساري الماوي (نسبة إلى ماوتسي تونغ) داخلها.
رفع شعارات القومية والثورية، واتخذ موقفًا معارضًا لموقف منظمة التحرير من الازمة مع النظام الأردني والتي أدت إلى انفجار أحداث أيلول عام 1970. اعتنق الإسلام عام 1981، وأصبح من منظري التيار الإسلامي في المنطقة العربية، وعُيِّن عضوًا في مجلس أمناء الاتحاد العالمي للعلماء المسلمين، ونَشِط في التقريب بين القوميين والإسلاميين، وأصبح منسقًا للمؤتمر القومي الإسلامي، كما كان ممن دعوا إلى التقارب المذهبي بين السنة والشيعة، وعُرف بمعارضته الشديدة لمسار التسوية وحلي الدولتين والدولة الواحدة ودعوته المستمرة للثورة ضد الاحتلال الصهيوني.
كتب عدداً كبيراً من الكتب والدراسات والمقالات المنشورة في الصحف والمجلات والمواقع الإلكترونية تناولت قضايا الفكر والسياسة والتاريخ والحرب والقضية الفلسطينية، ومن إصداراته: حول التناقض والممارسة في الثورة الفلسطينية (1971)، الماركسية اللينينية ونظرية الحزب الثوري (1977)، الثورة الفلسطينية بين النقد والتحطيم (1978)، الإسلام في معركة الحضارة (1983)، الإسلام وتحديات الانحطاط المعاصر (ط2، 1983)، عالم الحرب (1988)، الإسلام ومواجهة الدولة الحديثة (1988)، ردود على أطروحات علمانية (1989)، الفكر الإسلامي المعاصر والتحديات – ثورات – حركات – كتابات (ط3، 1991)، بين النهوض والسقوط.. رد على كتاب فرج فودة (ط2، 1991)، النظام الدولي الجديد وخيار المواجهة (1992)، اتفاق أوسلو وتداعياته (1994)، شهداء ومسيرة (1995)، الدولة والثورة رد على ماركس، انجلر، لينين، ومقاربات مع الرؤية الإسلامية (2001)، التجزئة والدولة القُطرية (2001)، سلسلة الفكر العربي: تنمية إنسانية أم عولمة (2004)، في نظريات التغيير (2005)، الاستراتيجية والتكتيك في فن علم الحرب من السيف إلى الصاروخ والانفاق (2008)، الديمقراطية والعلمانية في التجربة الغربية (رؤية إسلامية) (2014)، تجارب ست ثورات عالمية: مع مقدمة حول الثورات عمومًا (2014).
عانى شفيق أثناء مسيرته النضالية؛ حيث تهجّر مع عائلته من حي القطمون في القدس أثناء حرب عام 1948، واعتقل على يد السلطات الأردنية أول مرة عام 1952، ثمَّ توالت اعتقالاته، حيث اعتقلته إثر مشاركته في المظاهرات الرافضة لتزوير الانتخابات البرلمانية عام 1954، ونقل إلى سجن الجفر في الصحراء وقضى فيه عدة شهور، ثم اضطر للاختفاء عن أعين السلطات الأردنية، وفُصل من وظيفته في 23 من أيار عام 1957، واعتقل في بيت لحم في اليوم التالي، وبقي في السجن حتى أفرج عنه عام 1965.

## مؤلفاته
من الكتابات الماركسية:
- الماركسية اللينينية والثورة الملحة.
- الماركسية اللينينية ونظرية الحزب الثوري.
- في علم الحرب.[11]
- يوميات غيفارا في بوليفيا (ترجمة)، دار الطليعة، بيروت، 1968

من كتابات مرحلة ما بعد إسلامه:
- الإسلام في معركة الحضارة.[12]
- الإسلام وتحديات الانحطاط المعاصر.
- ردود على أطروحات علمانية.
- بين النهوض والسقوط.
- قضايا التنمية والاستقلال.
- في نظريات التغيير.[13]
- النظام الدولي الجديد وخيار المواجهة.
- شهداء ومسيرة.
- تجربة محمد علي الكبير.

## وصلات خارجية
- فلسطين والمتغيرات الإقليمية على يوتيوب، برنامج مباشر مع، قناة الجزيرة مباشر، 12 أغسطس 2010